# Ignești (Arad)
Ignești (en hongrois : Ignafalva) est une commune du județ d'Arad, Roumanie qui compte 679 habitants.
La commune est composée de 4 villages : Ignești, Minead, Nădălbești et Susani.

## Culture
D'après le recensement de 2011, la commune compte 679 habitants, en forte baisse par rapport au recensement de 2002 où elle en comptait 822.